# Lutz Altepost
Lutz Altepost (* 6. Oktober 1981 in Emsdetten) ist ein ehemaliger deutscher Kanute und derzeitiger Trainer.

## Werdegang
Seine ersten Erfolge fuhr Altepost, der mit 10 Jahren in dieser Sportart begann, bereits während seiner Schulzeit ein. Nachdem er mit dem Sport beim Canu-Club Emsdetten begonnen hatte, wechselte er zu Beginn seiner internationalen Karriere zur KG Essen. Seit Anfang 2007 startet er für den KC Potsdam, nachdem er schon seit mehreren Jahren im Olympiastützpunkt in Potsdam (Trainer: Rolf-Dieter Amend) trainierte. Zunächst war er Sportsoldat der Sportfördergruppe der Bundeswehr. Ab 2005 studierte er neben dem Training Maschinenbau an der Fachhochschule Brandenburg.
Altepost fährt neben dem Einer-Kajak seit längerer Zeit auch im Vierer-Kajak der deutschen Mannschaft mit und wurde 2005 nach einer Umbesetzung aufgrund des schlechten Abschneidens (8. Platz) bei den Europameisterschaften Schlagmann des Paradebootes. Seit diesem Jahr ist er auch Athletensprecher der Rennkanuten.
Im Frühjahr 2007 konnte er krankheitsbedingt nicht an den nationalen Qualifikationsregatten teilnehmen und wurde nur auf nichtolympischen Distanzen für die WM nominiert. Kurz vor den Weltmeisterschaften in Duisburg wurde er erneut Schlagmann des 1000-m-Vierers und führte das Team dann überraschend zum Titelgewinn. Bei den Olympischen Spielen 2008 gewann er mit dem Vierer die Bronzemedaille.
Dafür erhielt er von Bundespräsident Köhler des Silberne Lorbeerblatt.
Seit Winter 2010 ist er Trainer im KC Potsdam.

## Sportliche Erfolge (Auswahl)

### Olympische Spiele
- 2004 – 6. Platz K1 500 m
- 2008 – Bronze K4 1000 m

### Kanu-Weltmeisterschaften
- 2002 – 7. Platz K4 200 m
- 2003 – Bronze K1 500 m
- 2005 – Gold K4 1000 m, Silber K1 500 m
- 2007 – Gold K4 1000 m

### Kanu-Europameisterschaften
- 2004 – 4. Platz K1 500 m
- 2005 – Silber K1 500 m

### Junioren-Weltmeisterschaften
- 1999 – Gold K4 500 m, Gold K4 1000 m